# Prix Silver Slugger (troisième but)
Pour les articles homonymes, voir Prix Silver Slugger.
Le Prix Silver Slugger ou Bâton d'argent (en anglais : Silver Slugger Award) est un prix remis annuellement aux joueurs des Ligues majeures de baseball pour leurs performances en offensive. Neuf joueurs de la Ligue américaine et neuf joueurs de la Ligue nationale reçoivent cet honneur, attribué au meilleur joueur à chaque position sur le terrain. Le prix est distribué par Louisville Slugger, une entreprise qui fabrique les battes de baseball.

## Ligue américaine
| Année | Joueur          | Équipe                  |
| ----- | --------------- | ----------------------- |
| 1980  | George Brett    | Royals de Kansas City   |
| 1981  | Carney Lansford | Red Sox de Boston       |
| 1982  | Doug DeCinces   | Angels de la Californie |
| 1983  | Wade Boggs      | Red Sox de Boston       |
| 1984  | Buddy Bell      | Rangers du Texas        |
| 1985  | George Brett    | Royals de Kansas City   |
| 1986  | Wade Boggs      | Red Sox de Boston       |
| 1987  | Wade Boggs      | Red Sox de Boston       |
| 1988  | Wade Boggs      | Red Sox de Boston       |
| 1989  | Wade Boggs      | Red Sox de Boston       |
| 1990  | Kelly Gruber    | Blue Jays de Toronto    |
| 1991  | Wade Boggs      | Red Sox de Boston       |
| 1992  | Edgar Martínez  | Mariners de Seattle     |
| 1993  | Wade Boggs      | Yankees de New York     |
| 1994  | Wade Boggs      | Yankees de New York     |
| 1995  | Gary Gaetti     | Royals de Kansas City   |
| 1996  | Jim Thome       | Indians de Cleveland    |
| 1997  | Matt Williams   | Indians de Cleveland    |
| 1998  | Dean Palmer     | Royals de Kansas City   |
| 1999  | Dean Palmer     | Tigers de Detroit       |
| 2000  | Troy Glaus      | Angels d'Anaheim        |
| 2001  | Troy Glaus      | Angels d'Anaheim        |
| 2002  | Eric Chavez     | Athletics d'Oakland     |
| 2003  | Bill Mueller    | Red Sox de Boston       |
| 2004  | Melvin Mora     | Orioles de Baltimore    |
| 2005  | Alex Rodriguez  | Yankees de New York     |
| 2006  | Joe Crede       | White Sox de Chicago    |
| 2007  | Alex Rodriguez  | Yankees de New York     |
| 2008  | Alex Rodriguez  | Yankees de New York     |
| 2009  | Evan Longoria   | Rays de Tampa Bay       |
| 2010  | Adrián Beltré   | Red Sox de Boston       |
| 2011  | Adrián Beltré   | Rangers du Texas        |
| 2012  | Miguel Cabrera  | Tigers de Détroit       |
| 2013  | Miguel Cabrera  | Tigers de Détroit       |
| 2014  | Adrián Beltré   | Rangers du Texas        |
| 2015  | Josh Donaldson  | Blue Jays de Toronto    |
| 2016  | Josh Donaldson  | Blue Jays de Toronto    |
| 2017  | José Ramírez    | Indians de Cleveland    |

## Ligue nationale
| Année | Joueur         | Équipe                   |
| ----- | -------------- | ------------------------ |
| 1980  | Mike Schmidt   | Phillies de Philadelphie |
| 1981  | Mike Schmidt   | Phillies de Philadelphie |
| 1982  | Mike Schmidt   | Phillies de Philadelphie |
| 1983  | Mike Schmidt   | Phillies de Philadelphie |
| 1984  | Mike Schmidt   | Phillies de Philadelphie |
| 1985  | Tim Wallach    | Expos de Montréal        |
| 1986  | Mike Schmidt   | Phillies de Philadelphie |
| 1987  | Tim Wallach    | Expos de Montréal        |
| 1988  | Bobby Bonilla  | Pirates de Pittsburgh    |
| 1989  | Howard Johnson | Mets de New York         |
| 1990  | Matt Williams  | Giants de San Francisco  |
| 1991  | Howard Johnson | Mets de New York         |
| 1992  | Gary Sheffield | Padres de San Diego      |
| 1993  | Matt Williams  | Giants de San Francisco  |
| 1994  | Matt Williams  | Giants de San Francisco  |
| 1995  | Vinny Castilla | Rockies du Colorado      |
| 1996  | Ken Caminiti   | Padres de San Diego      |
| 1997  | Vinny Castilla | Rockies du Colorado      |
| 1998  | Vinny Castilla | Rockies du Colorado      |
| 1999  | Chipper Jones  | Braves d'Atlanta         |
| 2000  | Chipper Jones  | Braves d'Atlanta         |
| 2001  | Albert Pujols  | Cardinals de Saint-Louis |
| 2002  | Scott Rolen    | Cardinals de Saint-Louis |
| 2003  | Mike Lowell    | Marlins de la Floride    |
| 2004  | Adrián Beltré  | Dodgers de Los Angeles   |
| 2005  | Morgan Ensberg | Astros de Houston        |
| 2006  | Miguel Cabrera | Marlins de la Floride    |
| 2007  | David Wright   | Mets de New York         |
| 2008  | David Wright   | Mets de New York         |
| 2009  | Ryan Zimmerman | Nationals de Washington  |
| 2010  | Ryan Zimmerman | Nationals de Washington  |
| 2011  | Aramis Ramírez | Cubs de Chicago          |
| 2012  | Chase Headley  | Padres de San Diego      |
| 2013  | Pedro Alvarez  | Pirates de Pittsburgh    |
| 2014  | Anthony Rendon | Nationals de Washington  |
| 2015  | Nolan Arenado  | Rockies du Colorado      |
| 2016  | Nolan Arenado  | Rockies du Colorado      |
| 2017  | Nolan Arenado  | Rockies du Colorado      |